# 204 a.C.
Il 204 a.C. (CCIV a.C. in numeri romani) è un anno  del III secolo a.C.

## Eventi
- Sbarco del console Publio Cornelio Scipione sulle sponde africane presso Cartagine.
- Inizia il regno del faraone Tolomeo V Epifane (204 a.C. - 180 a.C.).
- Viene introdotto a Roma il culto della Magna Mater.

## Morti
- Annone il Vecchio, generale e condottiero cartaginese
- Arsinoe III, regina egizia
- Marco Livio Salinatore, politico romano (n. 254 a.C.)
- Tolomeo IV, sovrano egizio (n. 244 a.C.)